# إقليم أريكا وبارينكوتا
إقليم أريكا وبارينكوتا  ((بالإسبانية: XV Región de Arica y Parinacota) تلفظ بالإسبانية: /aˈɾika i paɾinaˈkota/) هو واحد من 15 إقليمًا في جمهوريّة تشيلي، حيث يُعتبر الإقليم التقسيم الإداري الأول في البلاد. يتكوّن هذا الإقليم من مقاطعتين؛ هي أريكا، وبارينكوتا.
تُعتبر مدينة أريكا عاصمة الإقليم، كما تُعتبر كامارونيس، بوتري، خنرال لاغوس من أهم المدن والبلديّات. تبلغ مساحة الإقليم حوالي 16,873 كيلومترا مربعا، كما بلغ عدد سكانه 213,595 نسمة( في عام 2012).

## الجغرافيا
يقع إقليم أريكا وبارينكوتا في أقصى شمال تشيلي، وتحديدًا في المنطقة الطبيعيّة في الشمال الكبير. يقع المحيط الهادئ غرب الإقليم، إقليم تاراباكا في الجنوب. كما تحاذي الإقليم الحدود البوليفيّة من الشرق، والحدود البيروفيّة من الشمال.
تجدر الإشارة إلى أن أراضي هذا الإقليم كانت تتبع مقاطعة تاراباكا البوليفيّة حتى عام 1883، حين ضمّتها تشيلي إلى أراضيها بعد معاهدة آنكون في نهايات حرب المحيط الهادئ. كما تم إنشاء الإقليم الحالي في أريكا وبارينكوتا في عام 2007 بمرسوم رئاسي إلى جانب إقليم تاراباكا.

## السكان
يحوي هذا الإقليم أكبر عدد من شعب الأيمارا، وهم من الشعوب الأصلية التي سكنت منطقتيّ الألتيبلانو والأنديز. بالإضافة إلى وجود عدد كبير من المهاجرين من بيرو وبوليفيا المجاورتين. كما يشمل العدد المهاجرين من أصل آسيوي، مثل الصينيين واليابانيين، بالإضافة إلى المهاجرين العرب من لبنان وفلسطين وسوريا. ويعيش معظم التشيليين من أصل أفريقي في مقاطعة أريكا، وينحدرون من العبيد في القرنين السابع عشر والثامن عشر. وهناك أيضًا عدد كبير من الغجر يعيشون في ذات المقاطعة.
أما على مستوى المدن، فإن المدن الأكثر اكتظاظًا بالسكان هي: أريكا، ويبلغ عدد سكانها 175,441 نسمة وبوتري، ويبلغ عدد سكانها 1,235 نسمة.

## الصور

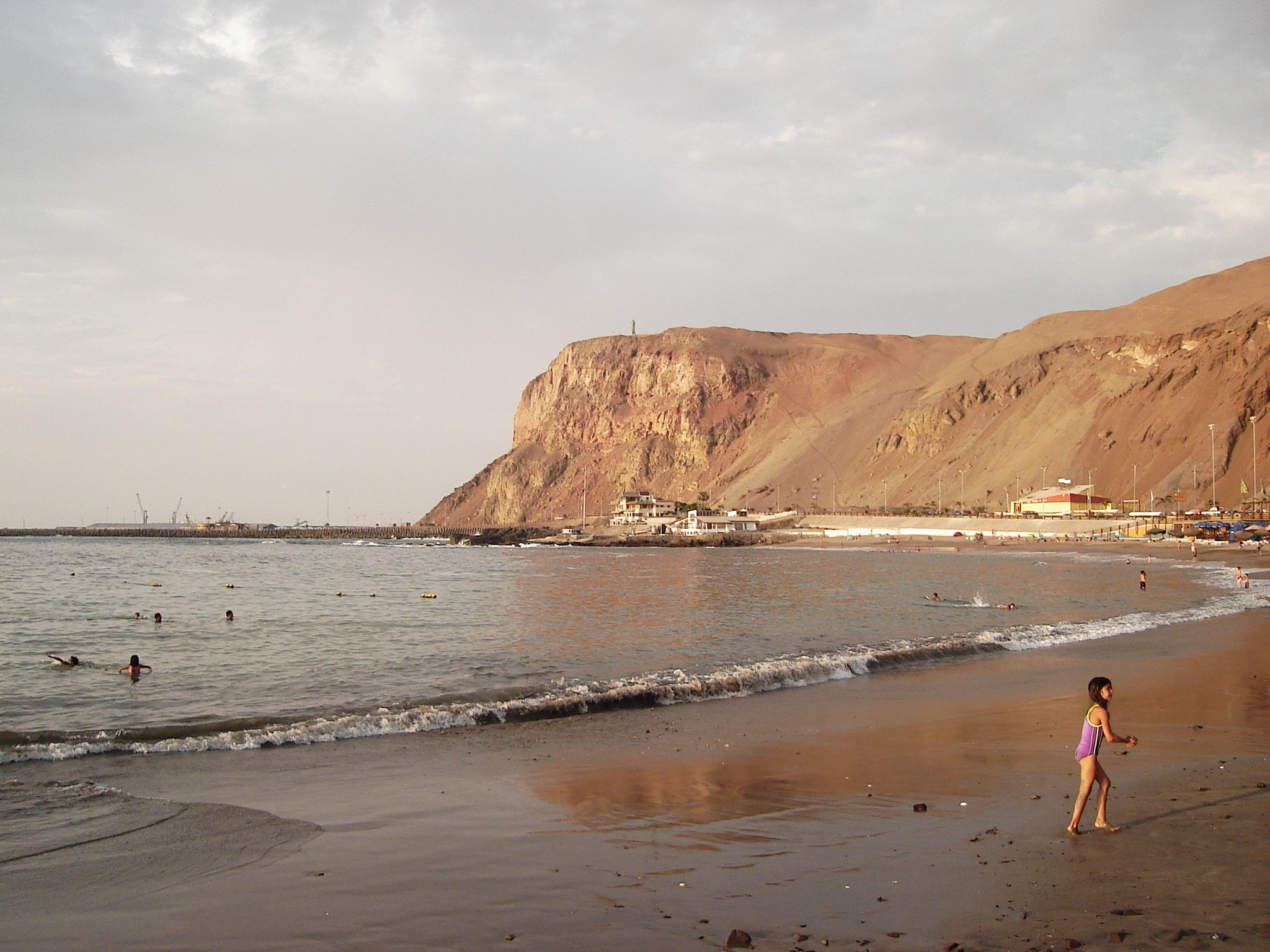
مقاطعة أريكا في الإقليم
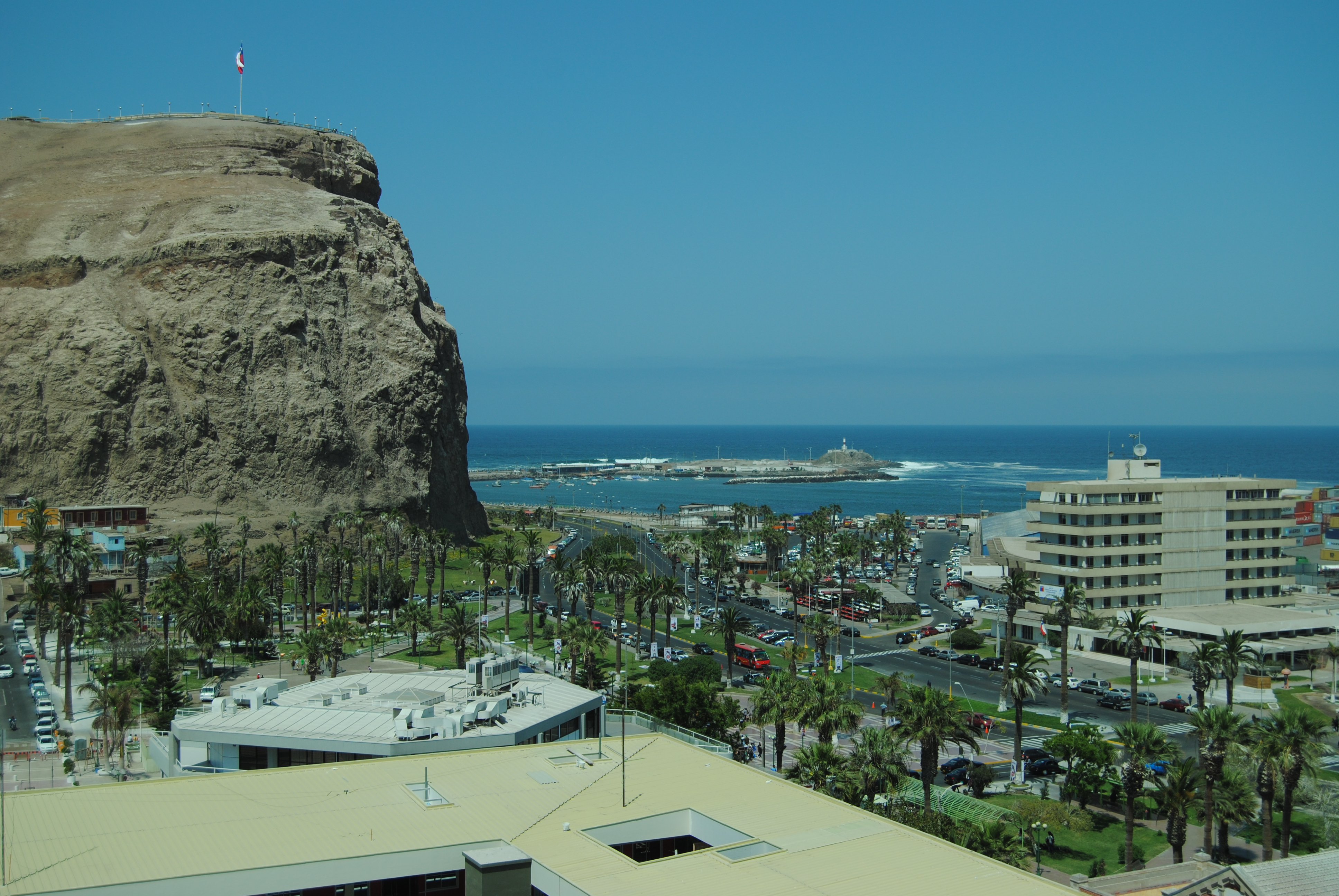
مدينة أريكا، مركز الإقليم
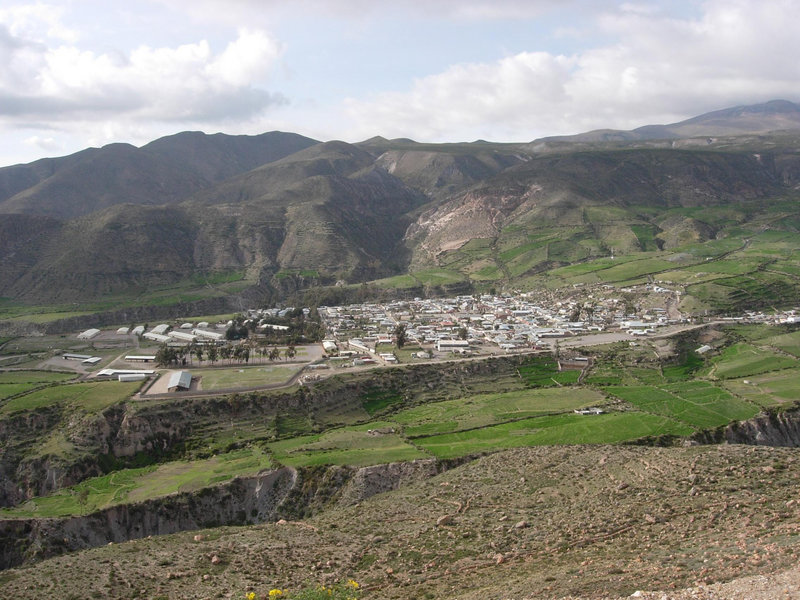
مدينة بوتري في مقاطعة بارينكوتا

## التقسيم الإداري
ينقسم إقليم أريكا وبارينكوتا إلى مقاطعتين (بالأسبانية: Provincia)؛ هي أريكا (باللون الأصفر الفاتح)، وبارينكوتا (باللون الأصفر الغامق). وتنقسم هاتان المقاطعتان بدورهما إلى 4 بلديّات (بالأسبانية: Comuna).

التقسيم الإداري لإقليم أريكا وبارينكوتا.

## وصلات خارجية
- الموقع الرسمي لحكومة إقليم أريكا وبارينكوتا (بالإسبانية)